# Otto Nelte (Widerstandskämpfer)
Otto Nelte (* 4. Dezember 1898 in Berlin-Adlershof; † 25. Juli 1941 in Berlin-Plötzensee) war ein deutscher Kommunist und Widerstandskämpfer gegen das NS-Regime.

## Leben
Nelte, von Beruf Metallarbeiter und Kunstformer, schloss sich 1921 der Kommunistischen Partei Deutschlands (KPD) an. Im Mai 1933 wurde er zum ersten Mal verhaftet und mehrere Wochen inhaftiert, von der SA zunächst ins „Vereinslokal Kaiser“ in Berlin-Adlershof verschleppt, dort misshandelt, dann in das SA-Lokal „Blumengarten“ in Berlin-Oberschöneweide verbracht, schließlich im Gefängnis Papestraße erneut schwer misshandelt und später entlassen. Von den Misshandlungen und Folterungen erlitt Nelte bleibende körperliche Schäden.
Nach seiner Freilassung nahm er seine Tätigkeit im Widerstand wieder auf und übernahm verschiedene Parteifunktionen: so war er unter anderem ab 1936 Mitglied der illegalen KPD-Unterbezirksleitung Adlershof/Bohnsdorf/Alt-Glienicke, im Frühjahr 1938 wurde er Politischer Leiter der kommunistischen Gruppen in den südöstlichen Bezirken Berlins. Nelte stand in dieser Zeit auch in Kontakt zu einer sozialdemokratischen Gruppe Arbeiter in Alt-Glienecke.
Im Mai 1939 unterrichtete ihn der aus Dänemark kommende KPD-Instrukteur Willi Gall über die Berner Konferenz der KPD. In mehreren Flugschriften rief Nelte zur Einheit aller Hitlergegner und zur Verhinderung des Krieges auf. Als Willi Gall im August 1939 erneut nach Berlin kam, arbeitete Nelte wieder mit ihm zusammen. Sie verfassten Flugschriften, wie Der Feind steht im eigenen Land, und gaben im November 1939 eine illegale Zeitung, die Berliner Volkszeitung, heraus. Noch vor der zweiten Ausgabe wurde Nelte am 7. Dezember 1939 von der Gestapo verhaftet. Nelte wurde am 23. Januar 1941 zusammen mit Gall vom „Volksgerichtshof“ zum Tode verurteilt und am 25. Juli 1941 im Zuchthaus Plötzensee hingerichtet.

## Ehrungen
- Im Berliner Ortsteil Adlershof, in dem Nelte lebte, wurde 1957 eine Straße nach ihm benannt, auch eine Polytechnische Oberschule in Adlershof trug seinen Namen.
- Eine 1977 aufgestellte Gedenkstele im Zentrum des Ortsteils Adlershof (Dörpfeldstraße, Ecke Nipkowstraße) erinnerte an die Widerstandskämpfer Otto Nelte, Willi Gall und Walter Gerber. An dieser Stelle befindet sich seit 2014 ein Neubau. Die Gedenkstele befindet sich heute auf dem geschlossenen Teil des Friedhofs Adlershof.
- Das Artillerieregiment 26 der Grenztruppen der DDR (Groß Berliner Damm; wurde 1986 in die 40. Artilleriebrigade der NVA umgewandelt und war ab 1988 in Blankenfelde südlich von Berlin stationiert) trug den Ehrennamen Otto Nelte.